# Louise Pennyová
Louise Pennyová (* 1. července 1958 Toronto) je kanadská spisovatelka, autorka detektivních románů z prostředí kanadské provincie Quebec.

## Životopis
Narodila v roce 1958 v Torontu. Její matka byla vášnivou čtenářkou s velkým zájmem o detektivní romány. Ona sama v dětství četla díla Agathy Christie, Georga Simenona, Dorothy L. Sayersové a Michaela Inna.
V roce 1979 absolvovala Ryerson Polytechnical Institute (nyní Ryerson University). Po ukončení studií pracovala 18 let jako novinářka a rozhlasová moderátorka v Canadian Broadcasting Corporation. Jejím manželem se stal Michael Whitehead, vedoucí hematolog v nemocnici Montreal Children's Hospital (zemřel 18. září 2016). V současné době žije na vesnici jižně od Montréalu.

## Dráha spisovatelky
Po svatbě odešla z CBC a začala se věnovat psaní. Začala psát historický román, ale potíže s jeho dokončením vedly k tomu, že přešla k psaní detektivních románů. Od roku 2005 vydává sérii klasických detektivek. Její první román Zátiší se umístil v soutěži Debut Dagger ve Spojeném království na druhém místě mezi 800 účastníky. Román získal další ceny, včetně New Blood Dagger, Arthur Ellis Awards v Kanadě za nejlepší první kriminální novelu, dále Anthony Award, Dilys Award a Barry Award za nejlepší první novelu ve Spojených státech amerických.
Ústřední postavou jejích románů je vrchní inspektor Armand Gamache z oddělení vražd Sûreté du Québec. Tyto romány se dočkaly mnoha ocenění (Agatha Award, Edgar Award, Barry Award, Anthony Award), pravidelných zařazení mezi tituly roku (New York Times, Publishers Weekly, People Magazine, Amazon) a především celosvětové čtenářské přízně.
Téměř všechny její další romány získaly nominace na řadu ocenění a několik cen poté také získaly. V roce 2009 pomohla založit novou cenu pro začínající kanadské autory detektivek.

## Ocenění
V roce 2013 se stala členkou Řádu Kanady, za svůj přínos pro kanadskou kulturu.

## Filmové adaptace

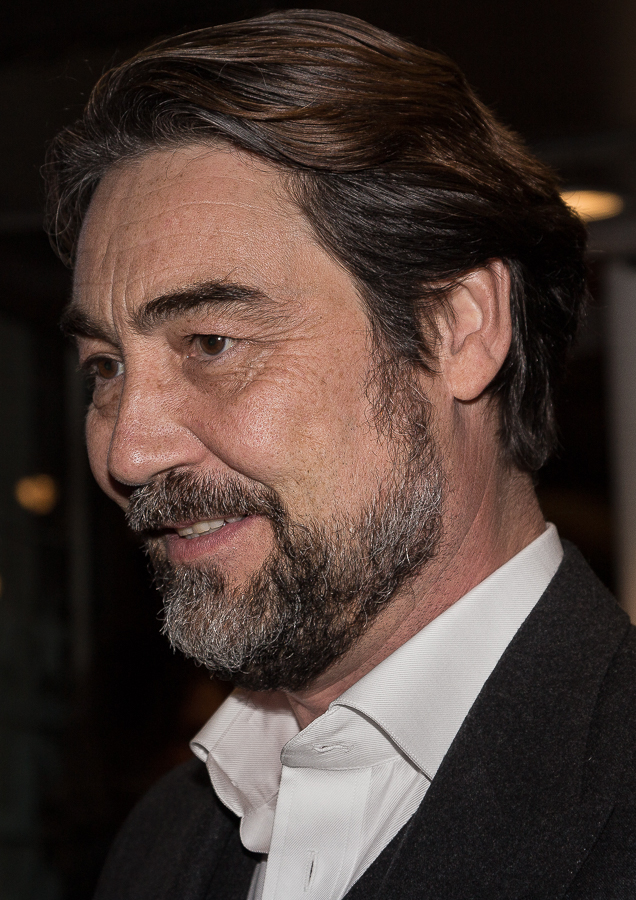
Nathaniel Parker - filmový představitel vrchního inspektora Gamache

Několik let nechtěla televizi a filmu prodat práva na svá díla z obavy, že by ztratila kontrolu nad svými postavami. Nicméně, když ji oslovila společnost PDM Entertainment and Attraction Images s nabídkou pozice výkonného produkčního souhlasila s prodejem práv ke svým prvním dvěma románům. Román Zátiší byl zfilmován v roce 2012 a v televizi CBC byl uveden v roce 2013. Hlavní roli vrchního inspektora Gamache ztvárnil britský herec Nathaniel Parker. V roce 2022 na Amazon Prime Video vznikl seriál Three Pines, hlavní roli vrchního inspektora Gamache ztvárnil britský herec Alfred Molina.

## Dílo
Do češtiny byly přeloženy tituly:
Cyklus Případy vrchního inspektora Gamache:
- Zátiší (Still Life (2005) – ceny New Blood Dagger , the Arthur Ellis Award, the Dilys Award, the 2007 Anthony Award, a the Barry Award, (I.)
- Vražedný chlad (A Fatal Grace, alternativní název: Dead Cold 2007) – cena Agatha Award za rok 2007 (II.)
- Nejkrutější měsíc (The Cruelest Month 2008) – cena Agatha Award za rok 2008; nominace na cenu Anthony Award za rok 2009,  Macavity Award a Barry Award za rok 2008 (III.)
- Oživlý kámen (The Murder Stone, A Rule Against Murder v U.S.A 2009) – nominace na an Arthur Ellis Award (IV.)
- Hladový duch (The Brutal Telling 2009) – cena Agatha Award za rok 2009 a Anthony Award za rok 2010 (V.)
- Pohřběte své mrtvé (Bury Your Dead 2010) – cena Agatha Award za rok 2010,  Anthony Award, Macavity Award, Arthur Ellis Award and Nero Award za rok 2011 (VI.)
- Světelný klam (A Trick of the Light 2011) - nominace na cenu Macavity, cena Agatha Award, Anthony Award (VII.)
- Krásné tajemství(The Beautiful Mystery 2012) – Winner of the 2013 Macavity Award for Best Mystery (VIII.)
- Kudy vchází světlo (How the Light Gets in), 2013 (IX.)
- Dlouhá cesta domů (The Long Way Home), 2014 (X.)
- Břicho nestvůry (The Nature of the Beast), 2015, (XI.)
- Vysoký účet (A Great Reckoning), 2016, (XII.)
- Skleněné domy (Glass Houses), 2017, (XIII.)
- Království slepých (Kingdom of the Blind), 2018, (XIV.)
- Lepší člověk (A better Man), 2019, (XV.)
- A ďáblové jsou tu (All Devils are Here), 2023 (XVI.)

Následující tituly zatím nebyly přeloženy do českého jazyka:
- The Hangman (2011) – krátká novela, kde vystupuje inspektor Gamache; jednoduchý příběh byl určen jako výukový text angličtiny pro dospělé. Dílo není součástí cyklu Případy vrchního inspektora Gamache
- The Madness of Crowds (2021, Cyklus Případy vrchního inspektora Gamache XVII.)
- A World of Curiosities (2022, Cyklus Případy vrchního inspektora Gamache XVIII.)